# Polardvärgmossa
Polardvärgmossa (Seligeria polaris) är en bladmossart som beskrevs av Berggren 1875. Enligt Catalogue of Life ingår Polardvärgmossa i släktet dvärgmossor och familjen Seligeriaceae, men enligt Dyntaxa är tillhörigheten istället släktet dvärgmossor och familjen Seligeriaceae. Arten har ej påträffats i Sverige. Inga underarter finns listade i Catalogue of Life.